# Happy New Year (utwór)
Happy New Year – piosenka zespołu ABBA z albumu wydanego w 1980 roku albumu Super Trouper. W 1980 roku piosenka została wydana jako singel w Japonii, Brazylii i Portugalii. W 1999 roku ponownie wydana jako singel CD w Szwecji, Holandii i Niemczech. Właśnie w 1999 roku większość piosenek ABBY została ponownie wydana na singlach CD.